# Teatr Telewizji

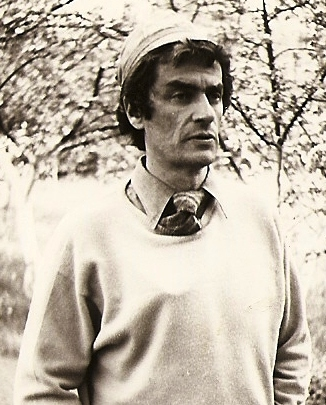
Adam Hanuszkiewicz – pierwszy główny reżyser Teatru Telewizji Polskiej w latach 1957–1963. Ogród w Skolimowie, maj 1973. Fot. A.T. Kijowski

Teatr Telewizji – instytucja działająca w Telewizji Polskiej, zajmująca się produkcją i emisją telewizyjnych przedstawień teatralnych.
Teatr Telewizji do lipca 2013 r. posiadał samodzielną redakcję działającą na wzór normalnego repertuarowego teatru, dawniej również dyrektora dysponującego samodzielnym budżetem, kierowników literackich, budował linię repertuarową, wybierał teksty warte inscenizowania, wynajmował aktorów, prowadził próby, projektował oraz budował scenografię i dawał na antenie premierę.
Spektakle Teatru Telewizji obecnie emitowane są na antenie TVP1 i TVP Kultura, a dawniej w TVP2 (jako Studio Teatralne Dwójki). Teatr posiada dwie sceny – normalną i Scenę Świata, na której spektakle pojawiają się kilka, kilkanaście razy do roku, część z nich jest realizowana na żywo ze studiów TVP w Warszawie.
Znak graficzny Teatru Telewizji stworzył Janusz Kaczkowski.

## Historia
Pierwszy spektakl Teatru Telewizji pt. Okno w lesie, w reżyserii Józefa Słotwińskiego, wyemitowano 6 listopada 1953 ze studia telewizyjnego przy ul. Ratuszowej w Warszawie. W czasie swojej długoletniej działalności Teatr Telewizji wyprodukował ponad 4 tysiące spektakli. Początkowo przedstawienia nadawane były „na żywo” ze studia telewizyjnego. Od końca lat 50. pojawiła się możliwość rejestrowania programu, i stopniowo odchodzono od nadawania przedstawień na żywo. Wtedy do użycia weszły różne środki filmowe, takie jak wielokrotne nagrywania ujęć, kręcenie scen w plenerze, tzw. „dokrętki” filmowe i użycie montażu. W latach 70. wprowadzono pierwsze spektakle nagrywane w kolorze. W 2012 r. otrzymał Perłę Honorową Polskiej Gospodarki (w kategorii kultura), przyznawaną przez redakcję Polish Market. 22 kwietnia 2013, z okazji Roku Aleksandra Fredry, TVP1 przygotowała 3 jednoaktówki tego autora (nazwane wspólnie „Trzy razy Fredro”), emitowane na żywo z 3 różnych studiów TVP – w Katowicach, Krakowie i Warszawie.

## Kierownictwo
- Adam Hanuszkiewicz (1957–1963) – Dyrektor Artystyczny. Główny reżyser
- Jerzy Antczak (1963–1975) – Dyrektor Artystyczny. Główny reżyser
- Marina Samet-Niecikowska (1976)
- Jan Paweł Gawlik (1977–1981) – Redaktor Naczelny
- Jerzy Koenig (1982–1996) – Redaktor Naczelny
- Mirosław Bork (1997–1998) jako dyrektor „Telewizyjnej Agencji Produkcji Teatralnej i Filmowej”[6].
- Jacek Weksler (1999–2003) w strukturze „Telewizyjnej Agencji Produkcji Teatralnej i Filmowej” jako zastępca dyrektora ds. Teatru
- Paweł Konic (2004–2005)
- Wanda Zwinogrodzka (2006–2012)
- Krzysztof Domagalik (2013)
- Wojciech Majcherek (2013–2020) w strukturze TVP Kultura
- Ewa Milles-Lacroix (2017–2020) w strukturze „Agencji Kreacji Teatru Telewizji”
- Kalina Zalewska (2020) w strukturze „Agencji Kreacji Teatru Telewizji”; od stycznia do 30 kwietnia 2021 w strukturze odtworzonego Teatru Telewizji
- Kalina Cyz (od maja 2021)

Do innych osób związanych z organizacją Teatru Telewizji Polskiej należeli:
- Stanisław Marczak-Oborski (1959–1964) Kierownik Naczelnej Redakcji Programów Teatralnych
- Jan Kłossowicz (1963–1969) – Kierownik Redakcji Klasyki
- Ernest Bryll (1965–1973) – Kierownik Literacki
- Henryk Bieniewski (1968–1975) – Kierownik Naczelnej Redakcji Programów Teatralnych
- Jan Buchwald (1975–1982) – organizator Studia Teatralnego Dwójki i z-ca redaktora naczelnego Teatru Telewizji

## Wybrane spektakle Teatru TV
Najstarszym zachowanym w całości spektaklem Teatru Telewizji jest, oparty na głośnej sztuce Jeana Giraudoux, Apollo z Bellac, w reżyserii Adama Hanuszkiewicza. W rzeczywistości prawdziwa premiera tej sztuki miała miejsce kilka lat wcześniej – 17 marca 1958, lecz nie zachowało się nagranie z tego przedstawienia. Z tego względu po 3 latach powtórzono ten spektakl w niezmienionej obsadzie. Ponowna emisja telewizyjna nastąpiła 10 lipca 1961.

## Lista najlepszych przedstawień Teatru TV[7]
Poniżej lista 100 najlepszych w historii Teatru Telewizji przedstawień teatralnych, wytypowanych w sierpniu 1999 r. przez Akademię Teatru Telewizji.
| Autor oryginalnego tekstu   | Tytuł                                      | Reżyser                        | Rok produkcji |
| --------------------------- | ------------------------------------------ | ------------------------------ | ------------- |
| Peter Shaffer               | Amadeus cz. I i II                         | Maciej Wojtyszko               | 1993          |
| Sławomir Mrożek             | Ambasador                                  | Erwin Axer                     | 1997          |
| Janusz Głowacki             | Antygona w Nowym Jorku                     | Kazimierz Kutz                 | 1994          |
| Jean Giraudoux              | Apollo z Bellac                            | Adam Hanuszkiewicz             | 1958          |
| Joseph Kesselring           | Arszenik i stare koronki                   | Maciej Englert                 | 1975          |
| Bruno Jasieński             | Bal manekinów                              | Janusz Warmiński               | 1979          |
| Max Frisch                  | Biedermann i podpalacze                    | Erwin Axer                     | 1964          |
| Fiodor Dostojewski          | Bracia Karamazow                           | Jerzy Krasowski                | 1969          |
| Stanisław Grochowiak        | Chłopcy                                    | Tadeusz Jaworski               | 1966          |
| Edmond Rostand              | Cyrano de Bergerac                         | Krzysztof Zaleski              | 1981          |
| Arthur Miller               | Czarownice z Salem                         | Zygmunt Hübner                 | 1978          |
| Aleksander Fredro           | Damy i huzary                              | Olga Lipińska                  | 1973          |
| Tadeusz Różewicz            | Do piachu...                               | Kazimierz Kutz                 | 1990          |
| Molier                      | Don Juan                                   | Leszek Wosiewicz               | 1995          |
| Adam Mickiewicz             | Dziady cz.I i II                           | Konrad Swinarski               | 1983          |
| Adam Mickiewicz             | Dziady cz.I i II                           | Jan Englert                    | 1997          |
| Tadeusz Kantor              | Dziś są moje urodziny                      | Tadeusz Kantor                 | 1992          |
| Ferdynand Bruckner          | Elżbieta Królowa Anglii                    | Laco Adamík                    | 1984          |
| Sławomir Mrożek             | Emigranci                                  | Kazimierz Kutz                 | 1995          |
| August Strindberg           | Eryk XIV                                   | Jerzy Gruza                    | 1979          |
| Witold Gombrowicz           | Ferdydurke                                 | Maciej Wojtyszko               | 1985          |
| Ronald Harwood              | Garderobiany                               | Maciej Wojtyszko               | 1991          |
| William Shakespeare         | Hamlet (IV)                                | Andrzej Wajda                  | 1992          |
| Henrik Ibsen                | Hedda Gabler                               | Jan Świderski                  | 1974          |
| Gabriela Zapolska           | Ich czworo                                 | Tomasz Zygadło                 | 1977          |
| Johann Wolfgang von Goethe  | Ifigenia w Taurydzie                       | Erwin Axer                     | 1965          |
| Jan Drda                    | Igraszki z diabłem                         | Tadeusz Lis                    | 1979          |
| Thomas Bernhard             | Immanuel Kant                              | Krystian Lupa                  | 1997          |
| Witold Gombrowicz           | Iwona, księżniczka Burgunda                | Zygmunt Hübner                 | 1987          |
| Tankred Dorst               | Ja, Feuerbach                              | Tadeusz Łomnicki               | 1990          |
| Thomas Bernhard             | Kalkwerk                                   | Krystian Lupa                  | 1998          |
| Bertolt Brecht              | Kariera Artura Ui                          | Jerzy Gruza                    | 1973          |
| Tadeusz Różewicz            | Kartoteka                                  | Konrad Swinarski               | 1967          |
| Tadeusz Różewicz            | Kartoteka                                  | Krzysztof Kieślowski           | 1979          |
| Tadeusz Różewicz            | Kartoteka rozrzucona                       | Kazimierz Kutz                 | 1998          |
| Heinrich von Kleist         | Kasia z Heilbronnu                         | Jerzy Jarocki                  | 1995          |
| Raymond Chandler            | Kłopoty to moja specjalność                | Marek Piwowski                 | 1978          |
| Paul Barz                   | Kolacja na cztery ręce                     | Kazimierz Kutz                 | 1990          |
| Juliusz Słowacki            | Kordian cz.I                               | Jan Englert                    | 1994          |
| Juliusz Słowacki            | Kordian, cz.II                             | Jan Englert                    | 1994          |
| Sławomir Mrożek             | Krawiec                                    | Michał Kwieciński              | 1997          |
| Juliusz Słowacki            | Ksiądz Marek                               | Krzysztof Nazar                | 1997          |
| Stanisław Grochowiak        | Lęki poranne                               | Tomasz Zygadło                 | 1978          |
| Alfred de Musset            | Lorenzaccio                                | Laco Adamík, Agnieszka Holland | 1978          |
| Aleksandr Gelman            | Ławeczka                                   | Maciej Wojtyszko               | 1987          |
| Bertolt Brecht, Kurt Weill  | Mahagonny                                  | Krzysztof Zaleski              | 1985          |
| Stanisław Ignacy Witkiewicz | Matka                                      | Jerzy Jarocki                  | 1976          |
| Bertolt Brecht              | Matka Courage                              | Lidia Zamkow                   | 1974          |
| Juliusz Słowacki            | Mazepa                                     | Gustaw Holoubek                | 1969          |
| Aleksander Fredro           | Mąż i żona                                 | Bohdan Korzeniewski            | 1973          |
| Molier                      | Mieszczanin szlachcicem                    | Jerzy Gruza                    | 1969          |
| Sławomir Mrożek             | Miłość na Krymie                           | Erwin Axer                     | 1998          |
| Zdzisław Skowroński         | Mistrz                                     | Jerzy Antczak                  | 1972          |
| Michaił Bułhakow            | Molier, czyli zmowa świętoszków            | Maciej Wojtyszko               | 1981          |
| Gabriela Zapolska           | Moralność pani Dulskiej                    | Tomasz Zygadło                 | 1992          |
| Zygmunt Krasiński           | Nie-Boska komedia                          | Zygmunt Hübner                 | 1982          |
| Tadeusz Kantor              | Niech sczezną artyści                      | Tadeusz Kantor                 | 1988          |
| Karol Hubert Rostworowski   | Niespodzianka                              | Jan Świderski                  | 1978          |
| Tadeusz Kantor              | Nigdy tu już nie powrócę                   | Tadeusz Kantor                 | 1990          |
| Stanisław Wyspiański        | Noc listopadowa                            | Andrzej Wajda                  | 1978          |
| August Strindberg           | Ojciec                                     | Jan Maciejowski                | 1991          |
| Jędrzej Kitowicz            | Opis obyczajów, czyli jak zwyczajnie...    | Mikołaj Grabowski              | 1990          |
| Christopher Hampton         | Opowieści Hollywoodu                       | Kazimierz Kutz                 | 1986          |
| Samuel Beckett              | Ostatnia taśma                             | Antoni Libera                  | 1989          |
| William Shakespeare         | Otello                                     | Andrzej Chrzanowski            | 1981          |
| Nikołaj Gogol               | Ożenek                                     | Ewa Bonacka                    | 1976          |
| Adam Mickiewicz             | Pan Tadeusz                                | Adam Hanuszkiewicz             | 1970          |
| Jan Potocki                 | Parady                                     | Krzysztof Zaleski              | 1978          |
| Anton Czechow               | Płatonow                                   | Andrzej Domalik                | 1992          |
| Sławomir Mrożek             | Portret                                    | Kazimierz Dejmek               | 1990          |
| William Shakespeare         | Poskromienie złośnicy                      | Zygmunt Hübner                 | 1971          |
| Franz Kafka                 | Proces                                     | Laco Adamík, Agnieszka Holland | 1980          |
| George Bernard Shaw         | Profesja pani Warren                       | Aleksander Bardini             | 1971          |
| Ivo Brešan                  | Przedstawienie Hamleta we wsi Głucha Dolna | Olga Lipińska                  | 1985          |
| Tadeusz Różewicz            | Pułapka                                    | Stanisław Różewicz             | 1990          |
| Nikołaj Gogol               | Rewizor                                    | Jerzy Gruza                    | 1977          |
| Stanisław Tym               | Rozmowy przy wycinaniu lasu                | Stanisław Tym                  | 1998          |
| William Shakespeare         | Ryszard III                                | Feliks Falk                    | 1989          |
| Nikołaj Erdman              | Samobójca                                  | Kazimierz Kutz                 | 1989          |
| Juliusz Słowacki            | Sen srebrny Salomei                        | Krzysztof Nazar                | 1994          |
| Joseph Conrad               | Spiskowcy                                  | Zygmunt Hübner                 | 1987          |
| Gaston Salvatore            | Stalin                                     | Kazimierz Kutz                 | 1992          |
| György Spiró                | Szalbierz                                  | Tomasz Wiszniewski             | 1990          |
| Tennessee Williams          | Szklana menażeria                          | Jerzy Antczak                  | 1963          |
| Witold Gombrowicz           | Ślub                                       | Jerzy Jarocki                  | 1992          |
| Aleksander Fredro           | Śluby panieńskie                           | Andrzej Łapicki                | 1986          |
| Arthur Miller               | Śmierć komiwojażera                        | Kazimierz Karabasz             | 1980          |
| Molier                      | Świętoszek                                 | Zygmunt Hübner                 | 1971          |
| Witold Gombrowicz           | Trans-Atlantyk                             | Mikołaj Grabowski              | 1991          |
| Ugo Betti                   | Trąd w pałacu sprawiedliwości              | Gustaw Holoubek                | 1970          |
| Anton Czechow               | Trzy opowiadania                           | Georgij Towstonogow            | 1966          |
| Anton Czechow               | Trzy siostry                               | Aleksander Bardini             | 1974          |
| Stanisław Ignacy Witkiewicz | W małym dworku                             | Zygmunt Hübner                 | 1970          |
| Stanisław Wyspiański        | Warszawianka                               | Andrzej Łapicki                | 1978          |
| Adolf Nowaczyński           | Wielki Fryderyk                            | Józef Gruda                    | 1981          |
| Tadeusz Kantor              | Wielopole, Wielopole                       | Tadeusz Kantor                 | 1984          |
| Friedrich Dürrenmatt        | Wizyta starszej pani                       | Jerzy Gruza                    | 1971          |
| Anton Czechow               | Wujaszek Wania                             | Aleksander Bardini             | 1980          |
| Stanisław Wyspiański        | Wyzwolenie                                 | Konrad Swinarski               | 1980          |
| Fiodor Dostojewski          | Zbrodnia i kara                            | Andrzej Wajda                  | 1987          |
| Aleksander Fredro           | Zemsta                                     | Jan Świderski                  | 1972          |
| Pedro Calderón de la Barca  | Życie jest snem                            | Jerzy Jarocki                  | 1987          |